# Gemini Division
Gemini Division war eine im Jahr 2008 gestartete US-amerikanische Fernsehserie, die von Brent Friedman produziert wurde. Die Serie besteht dabei aus kurzen Sequenzen zwischen 2 und 5, vereinzelt auch 8 Minuten. Die Gesamtlänge beträgt daher nur 3 Stunden und 32 Minuten.

## Handlung
Die Serie beginnt mit einem Video-Anruf, den Anna Diaz für einen Bekannten annimmt. Hier erfährt man, dass sie gerade mit ihrem Freund Nick Korda in Paris sei und er ihr einen Heiratsantrag gemacht hat. Anna Diaz ist Undercover-Polizistin in New York. Als ein Unbekannter die beiden während einer Stadt-Besichtigung offenbar observiert und kurz darauf ihr Freund erschossen wird, nimmt sie die Ermittlung in Eigenregie auf und entdeckt im Laufe der Serie eine weltweite Verschwörung rund um die geheime Organisation „Gemini Division“ und als Menschen getarnte künstliche (simulierte) Lebensformen, genannt Sims.

## Konzept
Eine Besonderheit der Serie ist nicht nur die Kürze der einzelnen Folgen, sondern deren Gestaltung. So sind die Folgen hauptsächlich aus Aufnahme-Sicht eines Handys gedreht, das die Protagonistin Anna Diaz verwendet. Sie spricht dabei wie in einem Chat mit einem Gesprächspartner, über den man aber nichts weiter erfährt und der auch keinen Einfluss auf die Handlung hat. Diese Sequenzen sind dabei wie bei einem Video-Anruf aufgebaut, den das Gegenüber jedoch erst anschließend abhört / ansieht. Die Handlung findet hier aus der Erzähl-Perspektive statt. Zwischen diesen Anrufen werden auch immer wieder Rückblenden gezeigt, die einen Teil der Handlung zeigen. Dies sind visuelle Erinnerungen, damit der Zuschauer die von Anna Diaz erzählte Handlung besser nachvollziehen kann. Vereinzelt sieht man während der Anrufe auch Aufnahmen, die Anna Diaz zuvor mit ihrem Handy gemacht hat und nun während des Anrufs abspielt.
Die meisten Folgen enthalten nur einen, einige Folgen auch mehrere Anrufe innerhalb einer Folge.
Die erste Folge startet mit Anna Diaz, die eben ein Handy bedient, um einen Anruf aufzuzeichnen. Alle weiteren Folgen beginnen damit, dass durch Bedienen des Handys (aus Sicht des Handy-Nutzers) per Weltkarte der Standort ermittelt und die Aufnahme-Anwendung des Handys gestartet wird.
Über das genaue Modell des Handys erfährt man nichts, da es für die Handlung nicht wichtig ist. Die Anwendungen auf dem Gerät sowie die Standort-Erkennung machen aber deutlich, dass es sich um ein Mobil-Gerät mit einem Microsoft-Betriebssystem handelt. So sind in der Einleitungssequenz das Windows-Logo, der Messenger und andere Microsoft-Produkte erkennbar. Bei der Standort-Erkennung wird der Windows-Mobile-Schriftzug eingeblendet.
Im Laufe der Serie sieht man auch andere Hersteller bzw. deren Logos, so etwa das Logo von Cisco während eines Telefonats, das Anna Diaz’ Partner Nick Korda führt.
Da es sich hier um Anrufe bzw. Video-Aufzeichnungen handeln soll, die die Protagonisten mit einem Handy aufnehmen, entspricht die Video-Qualität der Folgen nicht dem typischen Standard. Viele Aufnahmen sind verwackelt oder unscharf, wirken heller bzw. dunkler oder Hintergründe sind schwer zu erkennen.

## Ausstrahlung
Die Serie wurde im Juli 2010 vom Sender ProSieben jeweils dienstags bis freitags in der Nacht ausgestrahlt. Nach Folge 17 wurde die Ausstrahlung allerdings eingestellt.
Parallel dazu konnte die Serie über die Website des Senders angeschaut werden. Noch immer sind alle Folgen vollständig auf dem Portal MyVideo abrufbar.
In den Jahren 2011 und 2012 zeigte der Sender TNT Serie die Serie noch zweimal, allerdings nicht in der ursprünglichen Reihenfolge.